# Мрацељ
Мрацељ је насељено место на Кордуну, у саставу општине Војнић, Карловачка жупанија, Република Хрватска.

## Историја
Мрацељ се од распада Југославије до августа 1995. године налазио у Републици Српској Крајини.

## Становништво
Мрацељ је према попису из 2011. године имао 116 становника.

### Број становника по пописима
| Националност   | 2001. | 1991. | 1981. | 1971. | 1961. | 1953. | 1948. | 1931. | 1921. | 1910. | 1900. | 1890. | 1880. | 1869. | 1857. |
| бр. становника | 161   | 174   | 210   | 141   | 183   | 188   | 155   | 224   | 182   | 240   | 226   | 205   | 196   | 224   | 169   |

### Национални састав
Данас у селу већину имају Бошњаци (Муслимани), који су почели да се досељавају после Другог светског рата из аграрно пренасељене Цазинске Крајине у суседној Босни. По попису из 2001. године већинско становништво су Муслимани, који су се изјаснили већином као „остали“ и Бошњаци.
| Националност       | 2001.        | 1991.       | 1981.        | 1971.        | 1961.        |
| Хрвати             | 11 (6,83%)   | 11 (6,32%)  | 9 (4,28%)    | 17 (12,05%)  | 27 (14,75%)  |
| Срби               | 8 (4,96%)    | 72 (41,37%) | 87 (41,42%)  | 115 (81,56%) | 155 (84,69%) |
| Југословени        | 0            | 7 (4,02%)   | 13 (6,19%)   | 9 (6,38%)    | 0            |
| остали и непознато | 142 (88,19%) | 84 (48,27%) | 101 (48,09%) | 0            | 1 (0,54%)    |
| Укупно             | 161          | 174         | 210          | 141          | 183          |